# Несвойское
Несвойское — деревня в Вологодском районе Вологодской области.
Входит в состав Кубенского сельского поселения (с 1 января 2006 года по 8 апреля 2009 года входила в Несвойское сельское поселение), с точки зрения административно-территориального деления — в Несвойский сельсовет.
Расстояние до районного центра Вологды по автодороге — 43,5 км, до центра муниципального образования Кубенского по прямой — 13 км. Ближайшие населённые пункты — Комарово, ГЭС, Маслозавод, Погост Рождество, Паутово, Путятино, Андроново, Демино.
По переписи 2002 года население — 6 человек.